# ファンキーモンキーベイビーズ4
『ファンキーモンキーベイビーズ4』（ファンキーモンキーベイビーズフォー）は、FUNKY MONKEY BABYSの4枚目のオリジナルアルバム。2011年12月21日にドリーミュージックから発売された。

## 概要
アルバム全体としては『ファンキーモンキーベイビーズBEST』から約1年10ヶ月振りとなり、オリジナルアルバムとしては『ファンキーモンキーベイビーズ3』から2年9ヶ月振りのアルバムで、ジャケットは前作に続いてメンバーのDJケミカル（初回限定生産盤には幼少期の写真）を起用している。
初回限定生産盤にはビデオクリップ6曲と｢3rd Japan Tour いちょうの国から2010 〜帰郷〜」 のツアーファイナルのダイジェスト映像のDVDが付けられる。

## 収録CD[1]
1. アワービート [4:42]
14thシングルのカップリング
終わりの部分をカットしている為、アルバムバージョンでの収録となる。
2. 八王子純愛物語  [4:01]
DJケミカルがDJプレイを行っている曲のひとつ。
歌詞中に「都まんじゅうへ お値段は1個30円」と歌われているが、現在は40円に値上げされた。
3. あとひとつ  [5:39]
14thシングル
4. ランウェイ☆ビート  [4:39]
15thシングル
5. 愛の歌 [4:10]
17thシングルのカップリング
6. 未来の君へ  [5:03]
7. 大切 [5:23]
13thシングル
8. LOVE SONG [5:58]
17thシングル
9. 真夏のマジック 〜 Sun’s Feelings 〜 [5:03]
14thシングルのカップリング
10. 悲しみなんて笑い飛ばせ [5:14]
  - 日産自動車「セレナ」CMソング
11. それでも信じてる [5:54]
16thシングル
12. 空  [6:09]
13. ラブレター [5:44]
16thシングル
14. HAPPY BIRTHDAY  [4:12]
15. サヨナラの向こう側 [6:15]
15thシングルのカップリング

| #  | タイトル | 作詞 | 作曲・編曲 | 監督               |
| -- | --- | ---- | ---------- | ------------------ |
| 1. | 「大切」(主演：成海璃子) |      |            | 三木孝浩           |
| 2. | 「あとひとつ」(主演：田中将大・東北楽天ゴールデンイーグルス)                                                                 |      |            | 三木孝浩           |
| 3. | 「ランウェイ☆ビート」(主演：瀬戸康史、桜庭ななみ)                                                                            |      |            | 三木孝浩           |
| 4. | 「それでも信じてる」(主演：松岡修造)                                                                                         |      |            | 小泉徳宏、真壁幸紀 |
| 5. | 「ラブレター」(主演：上田晋也)                                                                                               |      |            | 末吉ノブ           |
| 6. | 「LOVE SONG」(主演：優香) |      |            | 犬童一心           |
| 7. | 「LIVE「FUNKY MONKEY BABYS 3rd JAPAN TOUR いちょうの国から2010 ～帰郷～｣ 2011年2月5日 at 国立代々木第一体育館 ダイジェスト」 |      |            |                    |